# Dossier Toroto
Pour plus de détails, voir Fiche technique et Distribution.
Cet article possède un paronyme, voir Totoro.
Dossier Toroto est un film français réalisé en 2010 par Jean-Pierre Mocky et sorti en 2011.

## Synopsis
Japonais au faciès européen, le professeur Toroto invente un produit novateur destiné à faire grossir les légumes. Son neveu et assistant, jusqu'ici dépourvu de sexe, en profite pour en boire un peu de ce breuvage et se voit pousser un pénis de dimension considérable. Dépassé par son invention, Toroto essaye de trouver un antidote pour le faire diminuer.

## Fiche technique
- Réalisation, scénario et production : Jean-Pierre Mocky
- Photographie : Jean-Paul Sergent
- Assistant réalisateur : Antoine Delelis
- Musique : Vladimir Cosma
- Montage : Michel Cosma et Jean-Pierre Mocky
- Date de sortie : France : 30 mars 2011
- Affiche : Léo Kouper (France)

## Distribution
- Jean Abeillé : Professeur Toroto
- Jean-Pierre Mocky : le professeur Lapine
- Romain Gontier : Riri
- Olivier Hémon : le brigadier
- Guillaume Delaunay : Vitupin 1
- Lionel Laget : Vitupin 2
- Emmanuel Nakach : Joseph
- Pamela Ravassard : Marie
- Jean-Luc Atlan : Docteur Klaus
- Anksa Kara : Irma, l'intendante
- Raphaël Scheer : le Nonce du Pape
- Christian Chauvaud : Marco, le chef des grosses bites
- Pascal Lagrandeur : un membre des grosses bites
- Julie Baronnie : Mme Baron
- Serge Bos : le prêtre
- Fabien Jegoudez : le professeur suédois
- Noël Simsolo : M. Noir / Blanc
- Marie-Noëlle Pigeau : Mme Noir / Blanc
- Mauricette Gourdon : Ida
- Jean-Christophe Herbert : Père blanc
- Jana Bittnerova : la femme du brigadier
- Cyrille Dobbels, Alain Schlosberg, Christophe Bier et Patrick Lebadezai : les politiques
- Michel Stobac : Colonel Pascal au cul poilu
- Eric Cornet : le lieutenant
- Alexis Wawerka et Jean Philippe Bonnet : les moines
- Fabrice Colson : Robert
- Laure Hennequart : l'infirmière
- Françoise Armelle : la chienne de garde
- Clément Bobo : Riri à 10 ans
- Charlotte Ciprey : la cousine de Riri
- Joelle Hélary : l'invitée médisante au mariage
- Valérie Lejeune : Dame mariage 2